# 鹿取広人
鹿取 広人（鹿取廣人、かとり ひろと、1928年8月15日 - 2018年11月26日）は、日本の心理学者、東京大学名誉教授。

## 経歴
埼玉県生まれ。1954年東京大学文学部心理学科卒業。同大学院博士課程満期退学。東京女子大学講師、1965年東京大学教養学部助教授、1967年「認知過程成立の条件 幾何学図形の同視と構成を支える諸条件の分析」で文学博士、のち教授、1989年定年退官、名誉教授、帝京大学教授、放送大学教授。専攻は知覚・認知心理学、発達心理学。

## 著書
- 『図形認知の発生条件 -幾何図形同一視を支える個体的条件の実験的分析 日本心理学会モノグラフ委員会』東京大学出版会 (心理学モノグラフ)　1968
- 『行動科学 1 基礎的行動の科学』放送大学教育振興会 1990年
- 『ことばの発達と認知の心理学』東京大学出版会 2003年

### 共著・編著
- 『心理学』杉本敏夫共編 東京大学出版会 1996年
- 『障がい児心理学への招待 発達障がいとコミュニケーションを中心に』編著 (新心理学ライブラリ サイエンス社 2013

### 翻訳
- A.マクファレン『赤ちゃん誕生 出産期の母と子の心理学』高橋晃共訳 サイエンス社(育ちゆく子ども 0才からの心と行動の世界　1982年
- ジーン・エイチソン『言葉をもった哺乳類 心理言語学入門』重野純共訳 思索社 1985年
- D.マクニール『心理言語学 「ことばと心」への新しいアプローチ』中越佐智子, 重野純,溝渕淳共訳 サイエンス社 1990年
- D・O・ヘッブ『行動の機構―脳メカニズムから心理学へ』金城辰夫,鈴木光太郎,鳥居修晃,渡邊正孝共訳　岩波文庫 2011
- マーク・H・ジョンソン, ミッシェル・デ・ハーン『発達認知神経科学』鳥居修晃共監訳, 望月登志子, 岡田隆共訳 東京大学出版会, 2014

## 論文
- Cinii